# Magatzem Carbó
El Magatzem Carbó és una obra de Sant Sadurní d'Anoia (Alt Penedès) inclosa a l'Inventari del Patrimoni Arquitectònic de Catalunya.

## Descripció
Edifici entre mitgeres, que fa cantonada amb els carrers del Nord i de Milà i Fontanals. És de planta rectangular i coberta de teula àrab a dues vessants. És una construcció de contundència volumètrica. Té planta baixa i dos pisos. Les obertures presenten arcs de diversos tipus (de mig punt, escarsers...).

## Història
El Magatzem Carbó està situat en la zona d'eixample modernista que enllaça amb l'eixample vuitcentista de Sant Sadurní d'Anoia.